# Mind, Body & Soul
Mind, Body & Soul è il secondo album della cantante soul Joss Stone.

## Tracce
1. Right to Be Wrong – 4:40 (Joss Stone, Desmond Child, Betty Wright)
2. Jet Lag – 4:00 (Joss Stone, Jonathan Shorten, Conner Reeves)
3. You Had Me – 3:59 (Joss Stone, Francis White, Wendy Stoker, Betty Wright)
4. Spoiled – 4:03 (Joss Stone, Lamont Dozier, Beau Dozier)
5. Don't Cha Wanna Ride – 3:31 (Joss Stone, Desmond Child, Betty Wright, Steve Greenberg, Mike Mangini, Eugene Record, William Sanders)
6. Less Is More – 4:17 (Joss Stone, Jonathan Shorten, Conner Reeves)
7. Security – 4:30 (Joss Stone, Steve Greenberg, Daniel Pierre)
8. Young at Heart – 4:10 (Joss Stone, Salaam Remi)
9. Snakes and Ladders – 3:35 (Joss Stone, Jonathan Shorten, Conner Reeves)
10. Understand – 3:46 (Joss Stone, Betty Wright, Andy Morris, Mike Mangini, Steve Greenberg)
11. Don't Know How – 4:01 (Daniel Pierre, Curtis Richardson, Jeremy Ruzumna, Justin Gray)
12. Torn and Tattered – 3:58 (Austin Howard, Ben Wolf, Andy Dean, Betty Wright)
13. Killing Time – 5:11 (Beth Gibbons, Joss Stone, Betty Wright)
14. Sleep Like a Child – 5:19 (Patrick Seymour)
15. Daniel (hidden track) – 2:44 (Joss Stone)

## Classifiche
| Classifica (2004) | Posizione massima |
| ----------------- | ----------------- |
| Australia         | 7                 |
| Austria           | 5                 |
| Belgio (Fiandre)  | 7                 |
| Belgio (Vallonia) | 24                |
| Canada            | 13                |
| Danimarca         | 23                |
| Finlandia         | 28                |
| Francia           | 9                 |
| Germania          | 7                 |
| Giappone          | 23                |
| Irlanda           | 10                |
| Italia            | 12                |
| Norvegia          | 10                |
| Nuova Zelanda     | 5                 |
| Paesi Bassi       | 3                 |
| Portogallo        | 5                 |
| Regno Unito       | 1                 |
| Spagna            | 59                |
| Stati Uniti       | 11                |
| Svezia            | 21                |
| Svizzera          | 6                 |